# Надия (Синельниковский район)
Надия (укр. Надія, до 2025 года — Надеждовка) — село, Кислянский сельский совет, Синельниковский район, Днепропетровская область, Украина.
Код КОАТУУ — 1224882504. Население по переписи 2001 года составляло 205 человек.

## Географическое положение
Село Надеждовка находится на правом берегу реки Татарка, выше по течению на расстоянии в 1,5 км расположено село Кислянка, ниже по течению на расстоянии в 4,5 км расположено село Широкосмоленка.
На расстоянии в 0,5 км расположено село Каменоватка.
На реке сделано несколько запруд. Рядом проходит автомобильная дорога Т-0425.